# حديقة أوشن المائية
الحديقة المائية اوشن هي من أهم الحدائق المائية في جمهورية إيران، بوصفها الحديقة المائية المفتوحة الأولى في هذا البلد. وتم تشييد الحديقة المائية اوشن في جنوب إيران في جزيرة كيش، وتبلغ مساحتها 5، 6 هكتار. وتم افتتاحها عام 2016م. حيث تُعتبَر إحدى أروع الحدائق المائية على مستوى العالم. يُذكَر ان كيش، هي جزيرة إيرانية تقع في الطريق بين الهند والبصرة. لا تزيد مساحتها على 90 كيلومتر مربع، لها مكان في التاريخ القديم والمعاصر. تقع جزيرة كيش في وسط الخليج العربي بين فارس وبين عمان والإمارات العربية المتحدة. تقول بعض الروايات انها أول مدينة أُسِسَت بعد طوفان نوح.

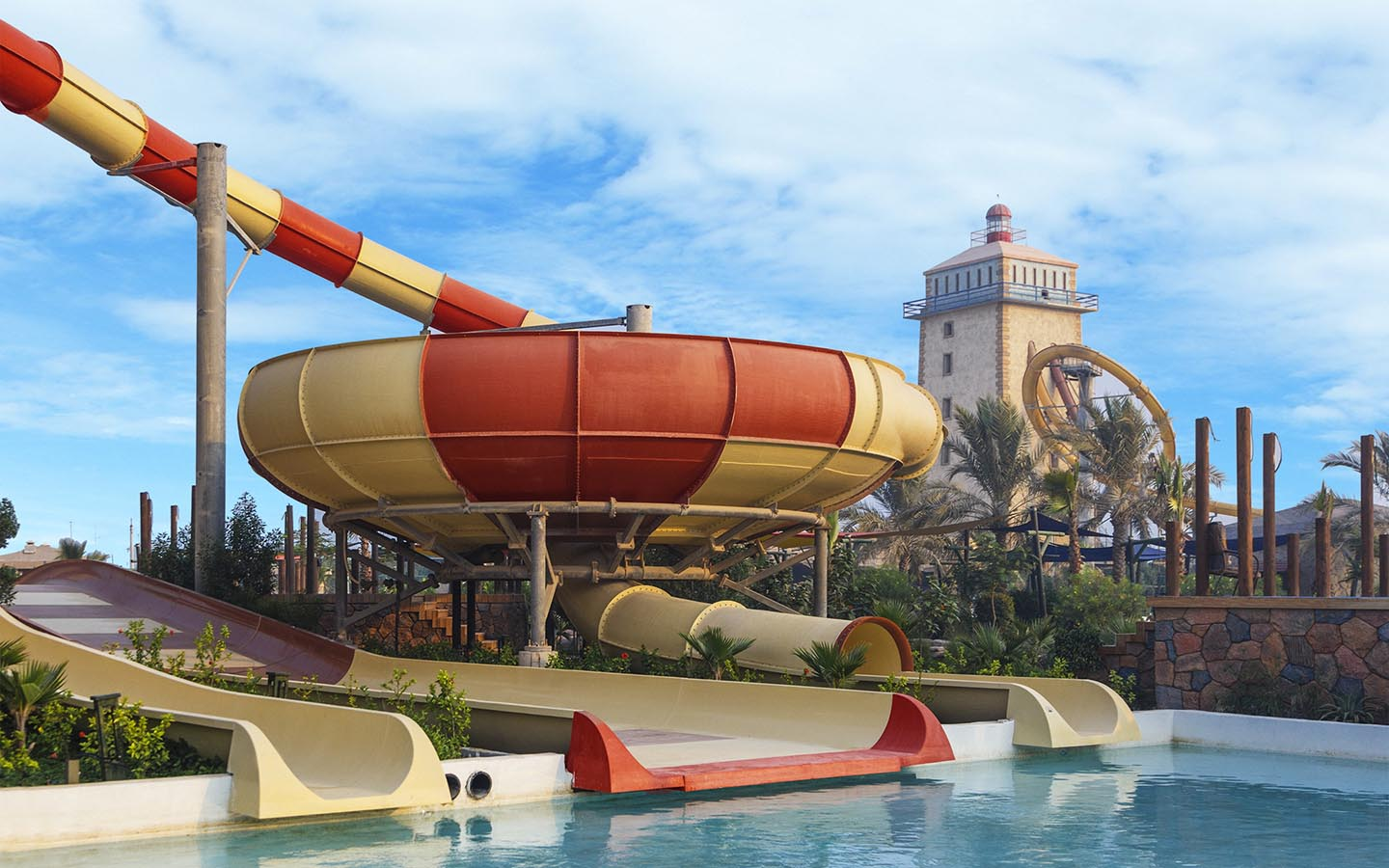
الحديقة المائية اوشن، هي أول حديقة مائية مفتوحة في إيران

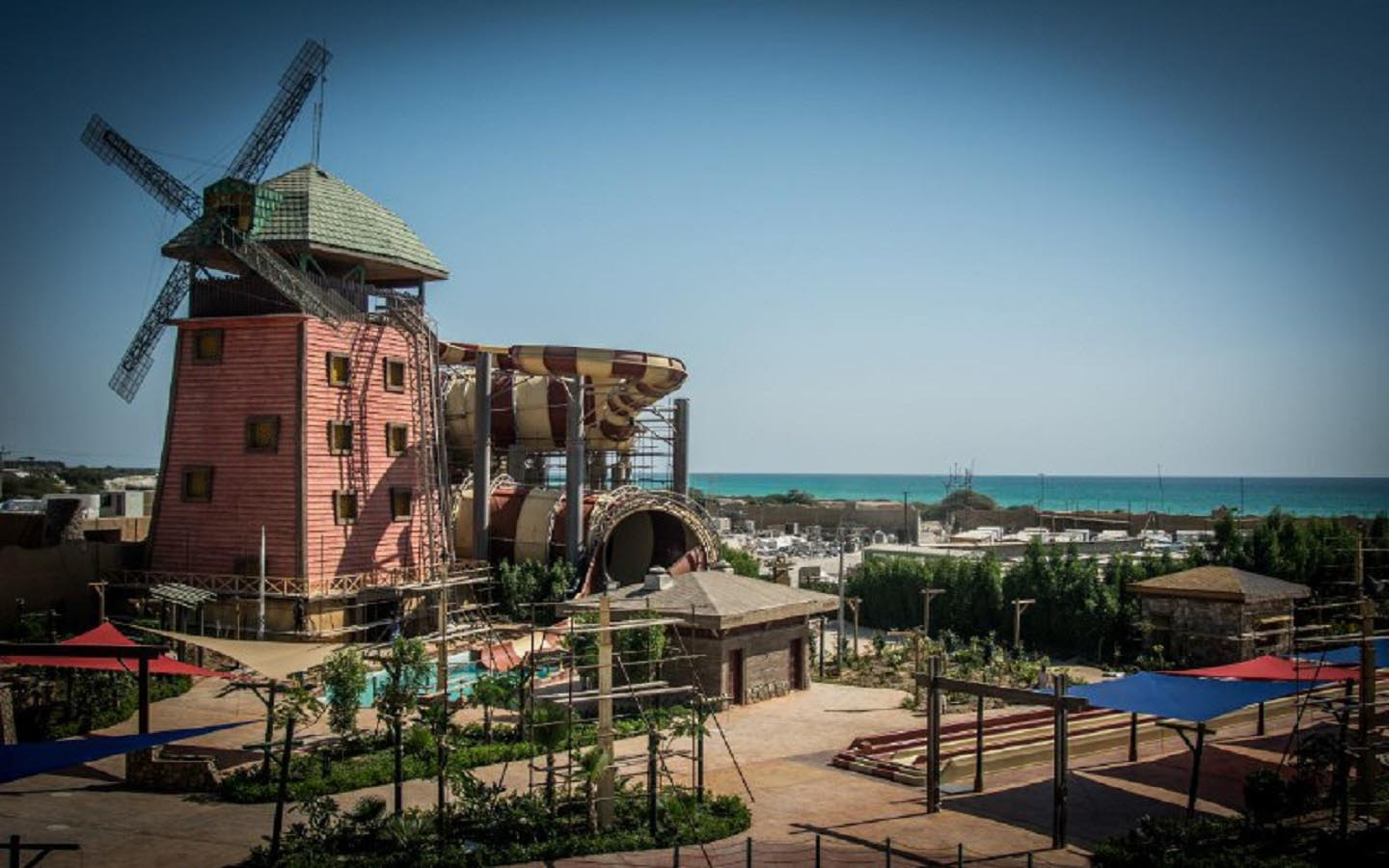
حديقة اوشن في جزيرة كيش

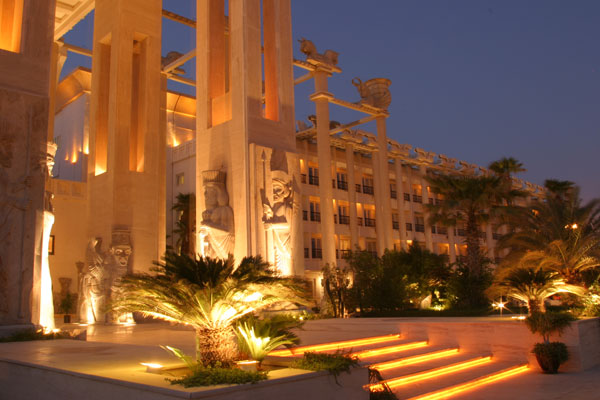
جزيرة كيش ليلاً

## تصميم الحديقة
ان هذه الحديقة المائية التي يُطلَق عليها اسم اوشن تتميز بتصميماتها حيث استمدت الهامها في أسلوب التصميم من قصة (راز قلعه خورشيد) من القصص الإيرانية العريقة ولهذا تُعدّ هذه الحديقة  الأولى في جمهورية إيران.

## مميزات الحديقة
حديقة الألعاب المائية اوشن تُعتبَر في الواقع تجربة مثيرة للإعجاب يوصى به ولا يمكن التخلي عنها لزوار الجزيرة حيث  تتوفر فيها اروع الأنشطة المائية وأكثرها تفرداً وذلك في الهواء الطلق وفي أجواء آمنة تماماً، كما تُقدِم لزوارها أفضل المرافق السياحية منها المتاجر لتجربة تسوق راقٍ وخاص، وكذلك المطاعم والمقاهي.

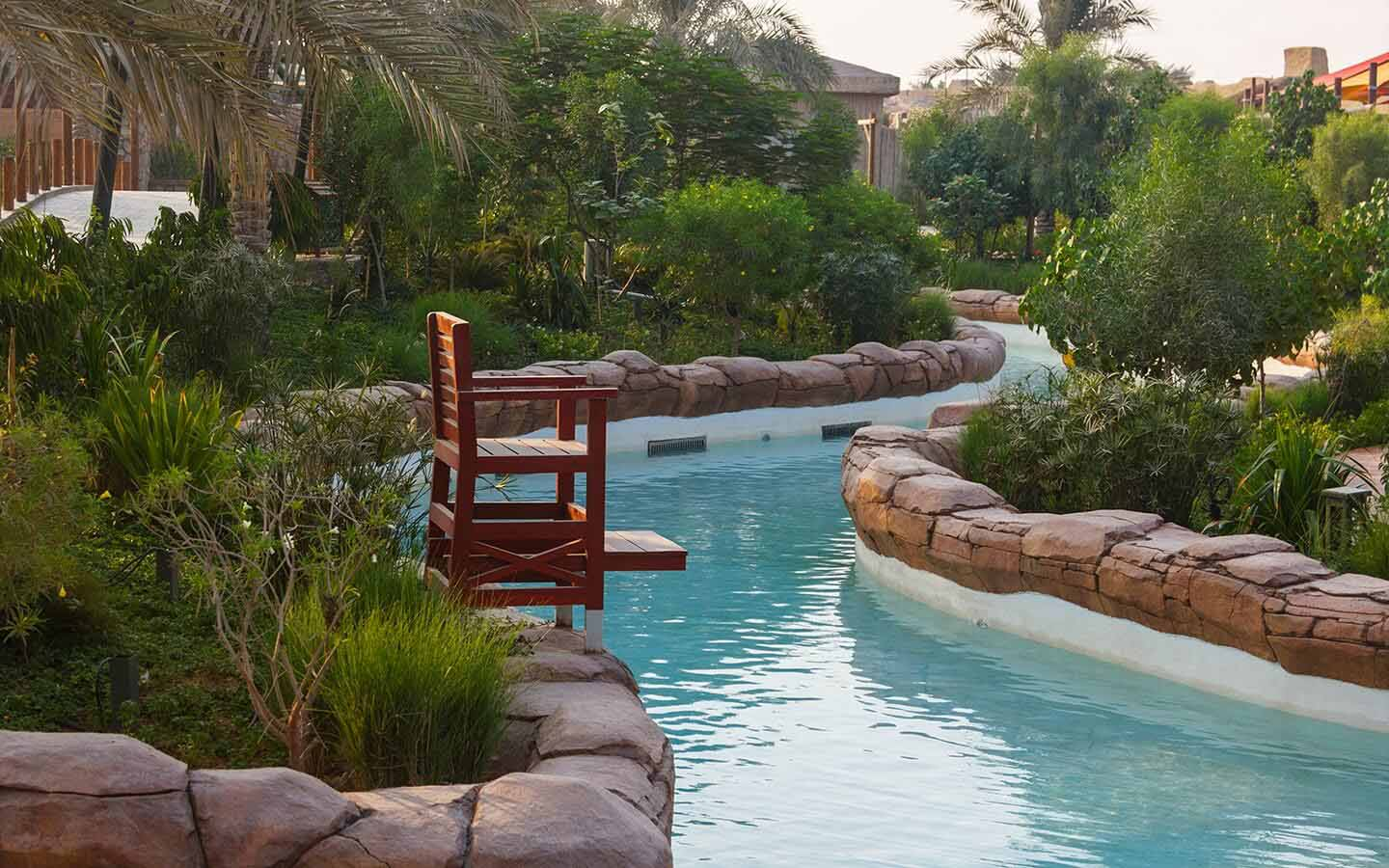
الأنهار في حديقة اوشن

## مكانتها السياحية
يوجد العديد من المناطق التي تتميّز بالجمال والروعة في جزيرة كيش وتستحق الزيارة من قبل السيّاح كحديقة اوشن المائية التي تستقبل آلاف السياح يومياً وخاصةً محبي المغامرة حيث يمكنهم ممارسة اغرب الألعاب المائية التي توفرها هذه الحديقة، الامر الذي جعل منها مورداً مالياً مهماً لجزيرة كيش الإيرانية.

## معرض الصور

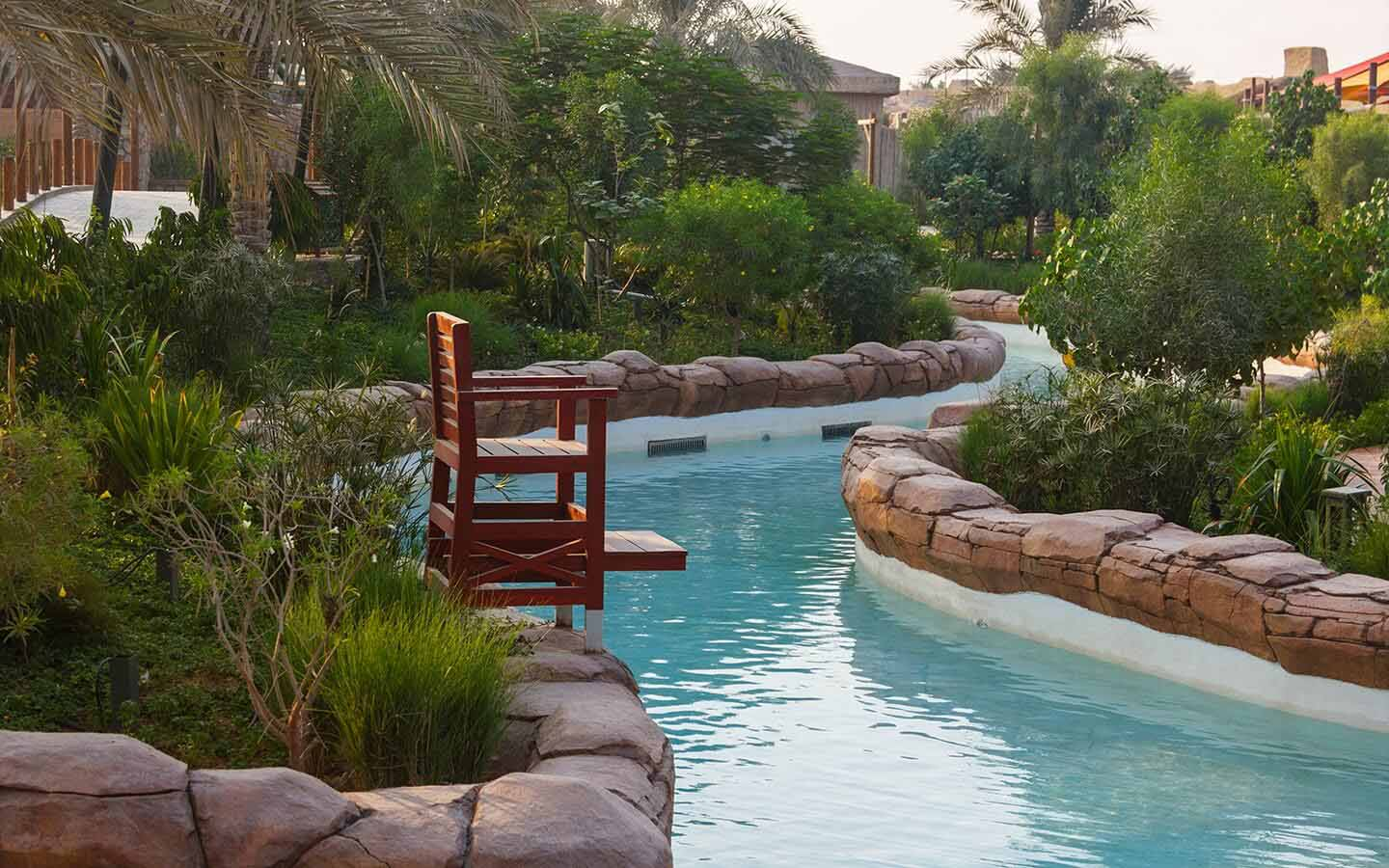
الأنهار في حديقة اوشن

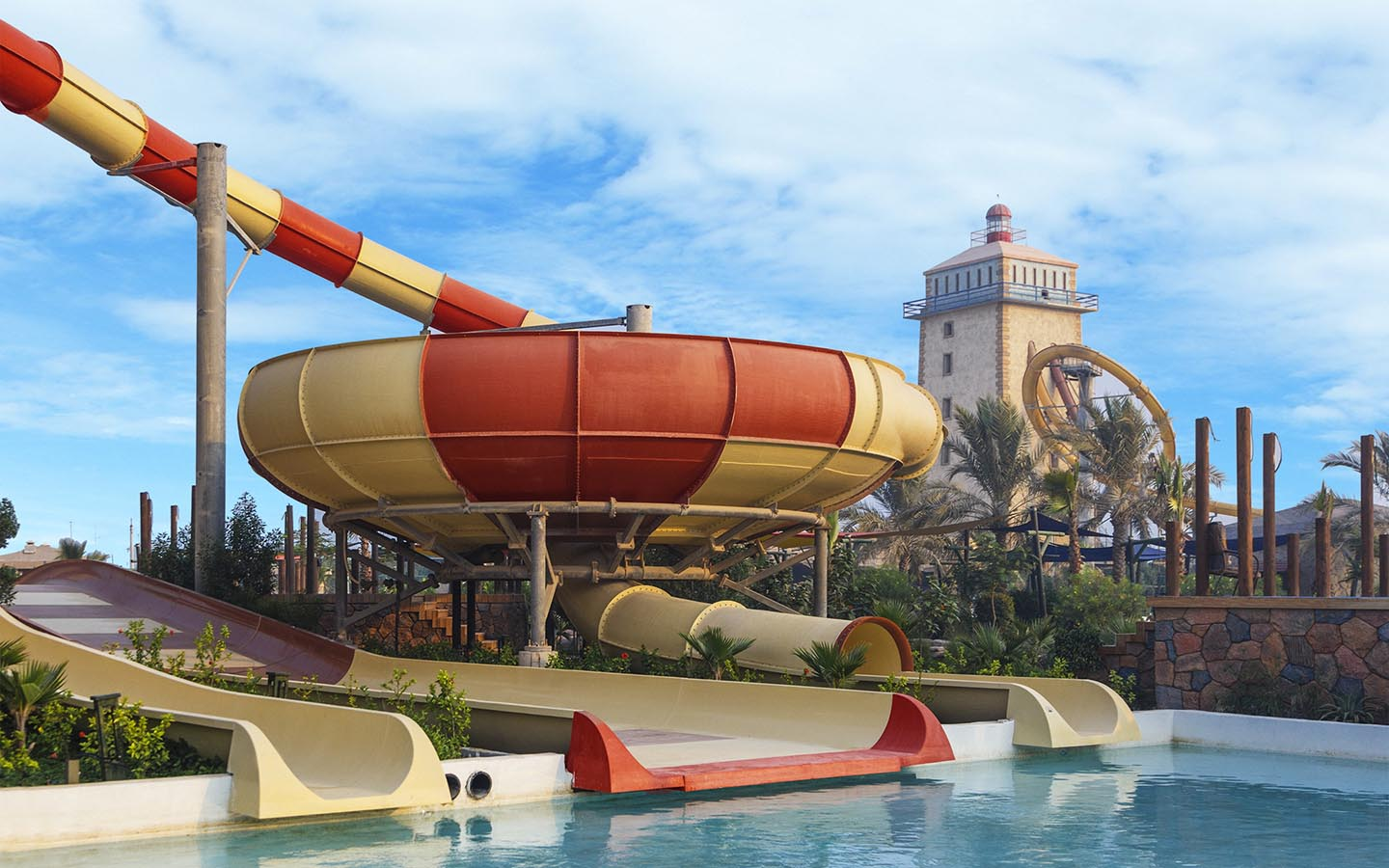
الحديقة المائية اوشن، هي أول حديقة مائية مفتوحة في إيران

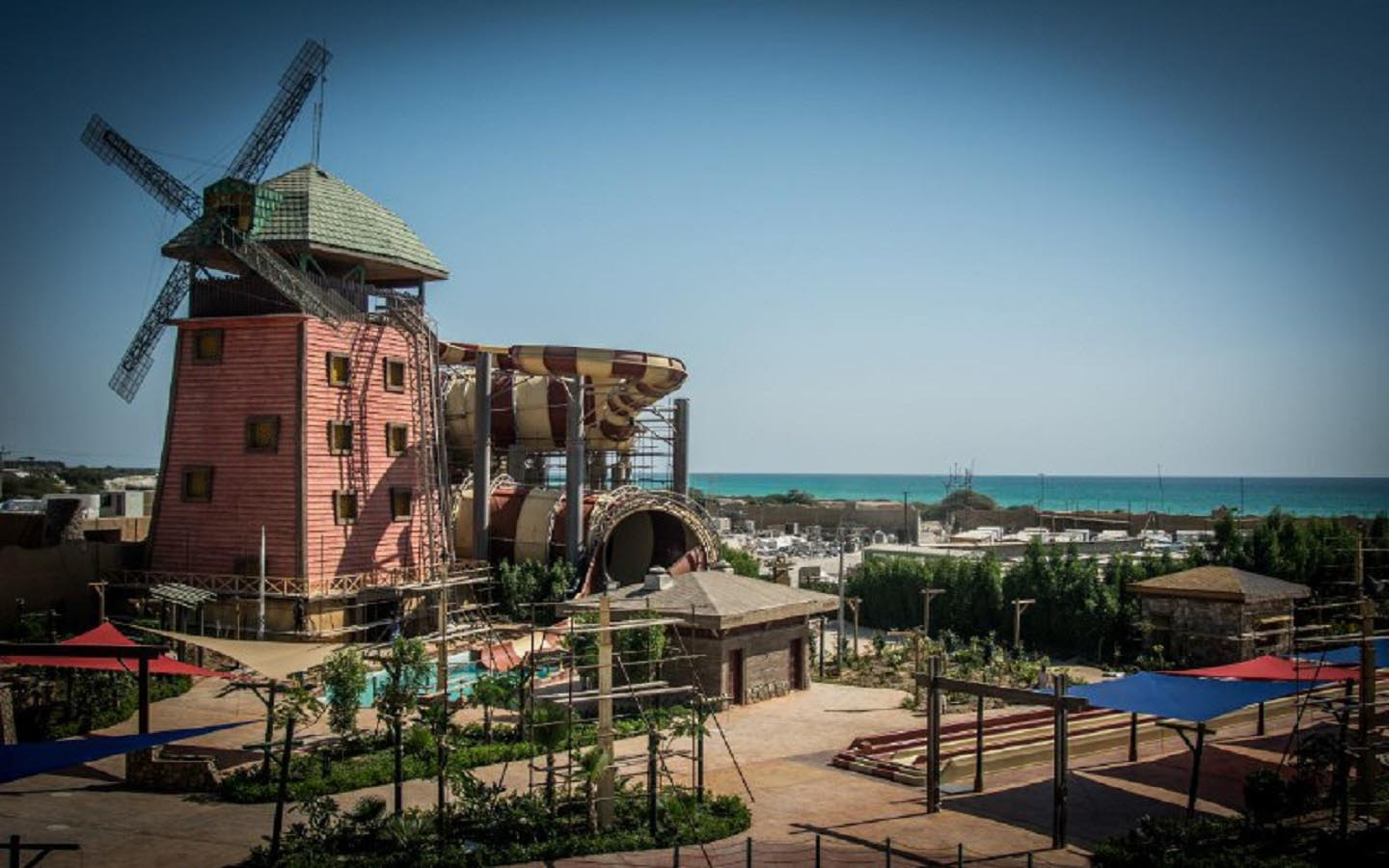
حديقة اوشن في جزيرة كيش

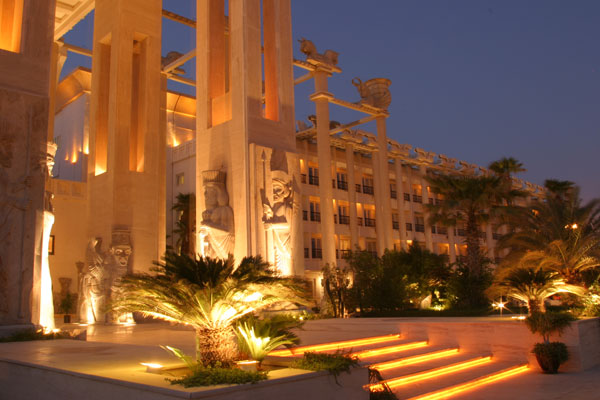
جزيرة كيش ليلاً

## معلومات سريعة
| الأسم    | حديقة اوشن المائية              |
| الوصف    | أول حديقة مائية مفتوحة في إيران |
| الموقع   | جزيرة كيش جنوب إيران            |
| المساحة  | 5، 6 هكتار                      |
| الافتتاح | 2016م                           |

## انظر ايضاً
- حديقة الدلافين
- الحديقة الوطنية للنباتات في إيران
- حديقة الشعب
- حديقة الماء والنار
- حديقة عفيف آباد التأريخية